# Yaammu Nubwoserre
Yaammu Nubwoserre fou probablement el segon faraó de la dinastia XIV d'Egipte. Va succeir a Yakbim Sekhaenre. El seu regnat va durar uns 10 anys. El seu nom sembla indicar un origen asiàtic (hikse). El va succeir Qareh Khawoserre.